# 渡辺浩弐
渡辺 浩弐（わたなべ こうじ、1962年10月4日 -）は、福岡県福岡市出身の作家。デジタルメディア評論家。
中野ブロードウェイにある飲食店K-CAFE店主、ゲーム・映像ソフト制作会社「GTV」代表取締役、早稲田大学大学院非常勤講師も務めている。

## 概要
早稲田大学第一文学部卒。大学在学中は東南アジア等の海外をヒッピーとして放浪。帰国後は劇団員やミュージシャン、コピーライターなどを経験。
駆け出しライターとして、映画会社の東宝で企画書を執筆していたが、1986年にファミコン名人を主役にした映画『GAME KING 高橋名人VS毛利名人 激突!大決戦』の構成を担当したことから、コンピュータゲーム業界に入る。
家庭用ゲーム機草創期である1988年、ビデオを使った月刊のゲーム情報マガジン『GTV（ゲーム・テック・ビデオ）』をCBSソニー出版（現ソニー・マガジンズ）より創刊。当時はビデオマガジンが注目されており、車情報やアイドル情報を扱ったビデオマガジンが書店やコンビニエンスストアで発売されていた時代である。
ゲーム雑誌のビデオマガジンとしては、『ファミリーコンピュータMagazine』誌から『ファミマガVideo』も発刊されていたが、『GTV』は翌1989年まで15号を数え、もっとも成功した部類となった。CBSソニーでの発刊が終了して以降も1992年までに、版元をアスキー、タカラ、パイオニアと替えてGTVブランドのビデオマガジンを単発で刊行した。
渡辺が知名度を上げたのは、1989年にテレビ東京系火曜夕方6時台のゲーム情報番組『大竹まことのただいま!PCランド』に出演してからである。当初はGTV代表の肩書きで、ゲームの解説を行なうのみだったが、やがてバラエティーコーナーにも頻繁に参加するようになった。中国拳法の特集で中国拳法の達人に肋骨を折られるなど、様々なエピソードを残している。フリーマーケットの回では、過去ヒッピー時代の海外放浪中は、針金細工で名前のネームアクセサリーを作り飯の種にしていたとも語っていた。
また『PCランド』初期では黒縁眼鏡にぼさぼさの頭、地味な服装と典型的なオタクの風体だったが、番組中期にスタッフによってイメージチェンジ作戦が行われ、これまでとは打って変わって御洒落なスタイルへと変貌、以後現在に至るまでこのスタイルを通すようになった。これは『マル勝スーパーファミコン』誌に連載した渡辺本人のエッセイによると、番組開始当初より意図して行なったものという。
『週刊ファミ通』（エンターブレイン）に連載した小説『1999年のゲーム・キッズ』で本格的に作家活動を開始。星新一の影響を受けたショートショートSFで、いくつかの作品はテレビドラマ化(『世にも奇妙な物語』など)や映画化された。また、『1999年のゲーム・キッズ』は1995年のドラマ『BLACK OUT』（「原案」クレジット、ノベライズも著述している）と1997年のドラマ『いとしの未来ちゃん』（「資料提供」クレジット）のアイデアソースとして映像化されている。『アンドロメディア』も、1998年に映画化された。ゲームに熱中している人もスッと読めて、深い世界に入れるようなフォーマットと1ページ内の文字数をキッチリ浜村さんと考えて、毎週載せる形でスタートしました。制限をしっかり守り1回も落とさずに進める自分の中でのルールも持っていて100話で終える設定も初めから決めていました。と述べている。読者には"現実を疑って自分を信じる事"を伝えたかったんです。との掲載もある。
以後、小説や各種デジタルメディア評論で、雑誌執筆やテレビ出演を数多くこなす。また、この頃に桃井はるこの才能を見いだし、「バーチャリアン子」と名づけ、メディアの世界に引き込んだりもした。
現在は執筆活動のみならず、GTV代表としてあらゆるデジタルメディアのクリエイターとして活動している。その他、最近ではニワンゴ協力のもと、メールを返信することで続きが送信されてくる電子小説を執筆し、展開している。講談社BOXのKOBO CAFEの雇われ店長をしていた。
2010年頃からは、ニコニコ生放送の公式放送『ゲームのじかん』にレギュラー出演している。同番組内では「家出以来実家に帰っていない」「親の顔をほとんど忘れました」、「高橋名人が『夜の16連打』『俺のジョイスティックが…』とか言ってましたよ」などの衝撃発言がよく飛び出す。
2012年11月9日、星海社のインターネット小説サイト「最前線」にて新作『2013年のゲーム・キッズ』を発表、その第1回「謎と旅する女」がHTML5を駆使した仕掛けに注目が集まったほか、渡辺や本シリーズを知らない層にもTwitter等を通じて「恐怖のブログ」として大反響を呼んだ。
2023年4月発売の新著「7つの明るい未来技術 2030年のゲーム・チェンジャー」にて、過去のゲーム業界に関して「2000年代、残念ながら日本はお家芸だったゲームの覇権を奪われました。ふと気づくと1000万本超えのゲームは洋ゲーばかりになっていました」と記述しているが、実際には、2000年から2009年の間に売上が1000万本を越えたゲームは日本のゲームが22作品、欧米のゲームが10作品で、2010年から2023年の間に売上が1000万本を越えたゲームは日本のゲームが49作品、欧米のゲームが11作品である。

## 著書

### ゲーム・キッズ
- 1999年のゲーム・キッズ（1994年4月 - 1995年12月 アスペクト 全3巻 / 1997年4月 - 1999年6月 幻冬舎文庫 全3巻 / 2012年5月 - 7月 星海社文庫 全2巻）
- 2000年のゲーム・キッズ（1997年3月 - 1998年2月 アスペクト 全3巻 / 2000年10月 幻冬舎文庫 全1巻 / 2012年10月 - 12月 星海社文庫 全2巻）
- 2999年のゲーム・キッズ（2000年1月 - 3月 アスペクト 全2巻 / 2003年3月 エンターブレイン / 2008年5月 講談社BOX / 2013年3月 - 5月 星海社文庫 全2巻）
- 2013年のゲーム・キッズ（2013年11月 星海社文庫）
- 令和元年のゲーム・キッズ（2019年7月 星海社FICTIONS）
- 2020年のゲーム・キッズ →その先の未来（2020年11月 星海社FICTIONS）
- 2030年のゲーム・キッズ（2023年8月 星海社FICTIONS）

### プラトニックチェーン
- プラトニックチェーン（2003年2月 - 2004年8月 エンターブレイン 全3巻 / 2015年5月 - 7月 星海社文庫）
- 晴れときどき女子高生 プラトニックチェーン（2004年12月 ジャンプ ジェイ ブックス）

### iKILL
- iKILL（2006年12月 講談社BOX 既刊1巻 / 2011年5月 - 2011年10月 星海社FICTIONS 既刊2巻）

### 吐田君シリーズ
- 吐田君に言わせるとこの世界は（2009年1月 講談社）
- 吐田家のレシピ（2018年6月 星海社）

### ノンシリーズ
- モニター上の冒険（1992年1月 宝島社 / 1995年5月 電撃文庫）- 電撃文庫版では「モニター上の冒険X」に改題
- Mの暗号（1993年3月 メディアファクトリー）- 共著：竹内宏彰
- ヴァーチャリアン嘘つかない マルチメディアの正体を暴く（1994年3月 メディアワークス / 1995年5月 電撃文庫）- 電撃文庫版では「マルチメディア・バカ」に改題
- BLACK OUT（1996年3月 幻冬舎 / 1999年11月 幻冬舎文庫）
- アンドロメディア（1997年4月 幻冬舎 / 1998年6月 幻冬舎文庫）
- 「ひらきこもり」のすすめ デジタル時代の仕事論（2002年11月 講談社現代新書 / 2007年4月 講談社BOX）- 講談社BOX版では「ひらきこもりのすすめ2.0」に改題
- 中野ブロードウェイ探偵 ユウ＆AI 怪人21世紀（2003年6月 講談社ノベルス）
- 死ぬのがこわくなくなる話（2012年4月 星海社FICTIONS）
- Hな人人（2013年7月 星海社FICTIONS）
- イングレス エージェント・ストーリーズ 01（2016年2月 星海社FICTIONS）- 共著：土屋つかさ
- 中野ブロードウェイ脱出ゲーム（2017年11月 角川ホラー文庫）
- 渡辺浩弐ホラー選集（2021年8月 星海社FICTIONS）
- 世にも醜いクラスメートの話 渡辺浩弐ホラーストーリーズ（2022年9月 星海社FICTIONS）
- 7つの明るい未来技術 2030年のゲーム・チェンジャー（2023年4月 星海社新書）
- 中野ブロードウェイ怪談（2023年7月 星海社FICTIONS）

### 漫画原作
- エンカウンター〜遭遇〜（全5巻、作画：木ノ花さくや、新潮社、2003年）※2巻から。小林ユウ名義
- @RUN-CITY（）（全1巻、キャラクター原案：岡崎武士、作画：加倉井ミサイル、小学館IKKI COMIX、2003年5月）ISBN 4-09-188311-7
- プラトニックチェーン（全5巻、作画：遠野ヤマ、スクウェア・エニックス、2004年 - 2006年）
- プラトニックチェーン Selected Stories（全3巻、スクウェア・エニックス、2004年 - 2005年）

### ゲームシナリオ
- デジモンストーリー サイバースルゥース（サブクエスト原案、バンダイナムコゲームス、2015年）[5]
- デジモンストーリー サイバースルゥース ハッカーズメモリー（サブクエスト原案、バンダイナムコゲームス、2017年）[6]

## 出演

### テレビ
- 大竹まことのただいま!PCランド（1989年 - 1992年、テレビ東京）
- 聖PCハイスクール（1992年、テレビ東京）
- そのまんま東のバーチャル情報局 / そのまんま東のバーチャルZ（1992年 - 1993年、テレビ東京）
- 高城剛X（1993年 - 1994年、テレビ東京）新宿三郎としても出演
- レヴォリューションNo.8（1994年、フジテレビ）渋谷二郎として出演
- トゥナイト2 （2000年、テレビ朝日）ゲーム紹介コーナーでのインタビュー出演など
- スーパーマリオスタジアム（1995年 - 1996年、テレビ東京）
- 小園総研（1995年 - 1996年、中京テレビ）※日本テレビ系全国ネット
- D's Garage21（1999年 - 2001年、テレビ朝日）
- 探検バクモン「熱烈歓迎! マニアの楽園」※中野ブロードウェイ特集（2015年 NHK）
- バカリズムの30分ワンカット紀行「熟練コレクターの聖地・中野ブロードウェイをワンカット撮影」（2018年2月19日放送 BSジャパン）

### Web
- DVD制作会議、制作現場（ニコニコ動画）
- ゲームのじかん（ニコニコ動画）

## 書籍

### 雑誌連載
- 渡辺浩弐の日々是コージ中（扶桑社『WebSPA!』連載）
- COMPUTER GOD（シンコーミュージック・エンタテイメント『BURRN!』連載）※2012年5月号まで
- 中野ブロードウェイ改造計画（三才ブックス『ゲームラボ』連載）
- Hな人人（ショートショート、講談社『ファウスト』連載）
- 怪人21世紀、プレイヤー（小説、講談社『メフィスト』連載）